# Bernard Sutton
Bernard Sutton, född 31 mars 1892 i Upwell och död 1978 i Cambridge, var en brittisk hastighetsåkare på skridskor. Han deltog i de olympiska spelen i Chamonix 1924. Som bäst kom han på tjugofemte plats på 500 m.